# Trichomachimus oldroydi
Trichomachimus oldroydi är en tvåvingeart som beskrevs av Moucha och Hradsky 1964. Trichomachimus oldroydi ingår i släktet Trichomachimus och familjen rovflugor.
Artens utbredningsområde är Afghanistan. Inga underarter finns listade i Catalogue of Life.